# Catedral de Parma
La catedral de Parma (Duomo) (del italiano: Basilica Cattedrale della Assunzione di Maria Virgine) es una basílica catedral de la ciudad italiana de Parma, Emilia-Romaña. Es una importante catedral de estilo románico, y el fresco del artista il Correggio es una de las obras maestras al fresco de la época renacentista.
La construcción se comenzó en 1059 por el obispo Cadalo, más tarde antipapa con el nombre de Honorio II, y fue consagrada por Pascual II en 1116. Probablemente hubo allí una basílica en el siglo VI, pero más tarde quedó abandonada; se consagró otra iglesia en la parte posterior de la anterior en el siglo IX por el conde-obispo Guibodo. La nueva iglesia resultó muy dañada por el terremoto de 1117 y tuvo que ser restaurada. Del edificio original quedan restos en el presbiterio, el transepto, el coro y los ábsides, y algunos fragmentos escultóricos. La amplia fachada fue acabada en 1178: tiene tres plantas y tres portales, cuyas puertas fueron esculpidas por Luchino Bianchino en 1494. Entre la puerta central y la derecha está la tumba del matemático Biagio Pelacani, que murió en 1416.
El campanario gótico se añadió más tarde, en 1284-1294: se previó otra construcción idéntica en el lado izquierdo, pero nunca se comenzó. Junto a la catedral está el baptisterio, de forma octogonal.

## Interior

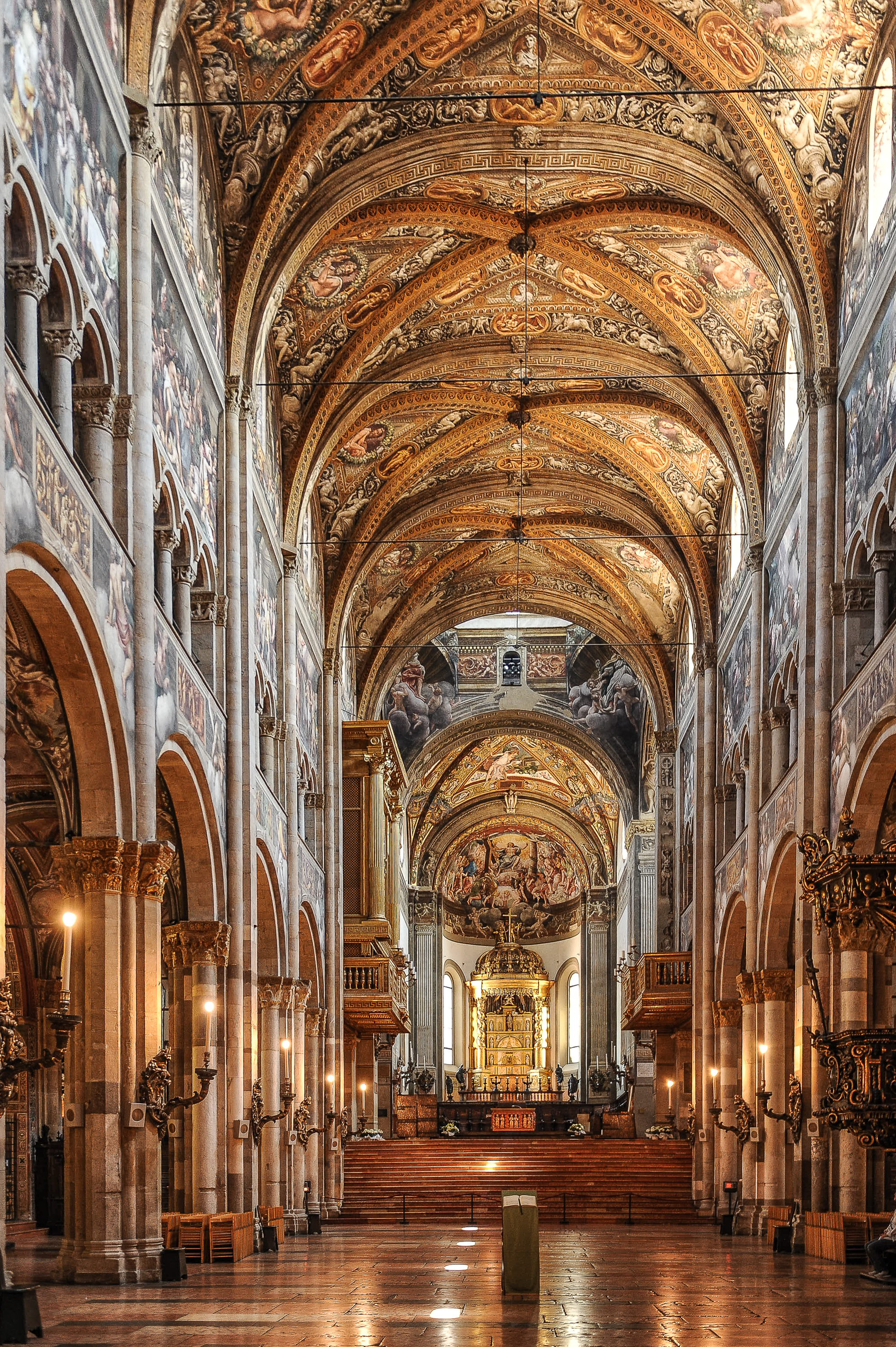
Interior

El interior tiene planta de cruz latina, con una nave central y dos laterales dividida por pilastras. El presbiterio y el transepto están elevados, para dejar espacio a la cripta que está debajo. Esta última alberga fragmentos de antiguos mosaicos que muestran la presencia aquí de un templo de culto desde al menos el siglo III o el IV. Las capillas laterales fueron construidas para albergar los sepulcros de las familias nobles de Parma: dos de ellas, la capilla Valeri y la Capella del Comune, han mantenido la decoración original del siglo XIV.
En el lado derecho del transepto está el Descendimiento de Cristo, realizado por Benedetto Antelami (1178). El ciclo de frescos en la nave y en el ábside fueron realizados por Lattanzio Gambara y Bernardino Gatti. A lo largo de la nave, en las lunetas sobre los vanos hay frescos monocromos de historias veterotestamentarias, así como a los acontecimientos de la Pasión. Esto culmina en la cúpula del ábside, con frescos de Jesucristo, María, santos y ángeles en la gloria (1538-1544) por Girolamo Mazzola Bedoli. Los frescos del siglo XV en la capilla Valeri se atribuyen al taller de Bertolino de'Grossi. Los de la Capella del Comune, presumiblemente procedente de las mismas manos, fueron pintados después de la peste de 1410-11, y dedicado a San Sebastián. La cripta cuenta con un monumento a san Bernardo di Uberti, obispo de Parma 1106-1133, patrón de la diócesis. El monumento fue ejecutado en 1544 por Prospero Clementi y Girolamo Clementi sobre diseño de Mazzola Bèdoli.
La sacristía contiene obras atribuidas a Luchino Bianchini (1491). Hay cuatro relieves realizados por Benedetto Antelami, datados del año 1178. El portal también tiene dos tallas de Luchino Bianchini. Dos grandes leones de mármol soportan las columnas de arquivoltas, y fueron tallados en el año 1281 por Giambono da Bissone. La capilla de los Ravacaldi tiene frescos atribuidos al taller de Bertolino de’Grassi.
El principal rasgo del interior es el fresco de la Asunción de la Virgen que decora la cúpula, ejecutada por Correggio en 1526-1530.

## Galería de imágenes

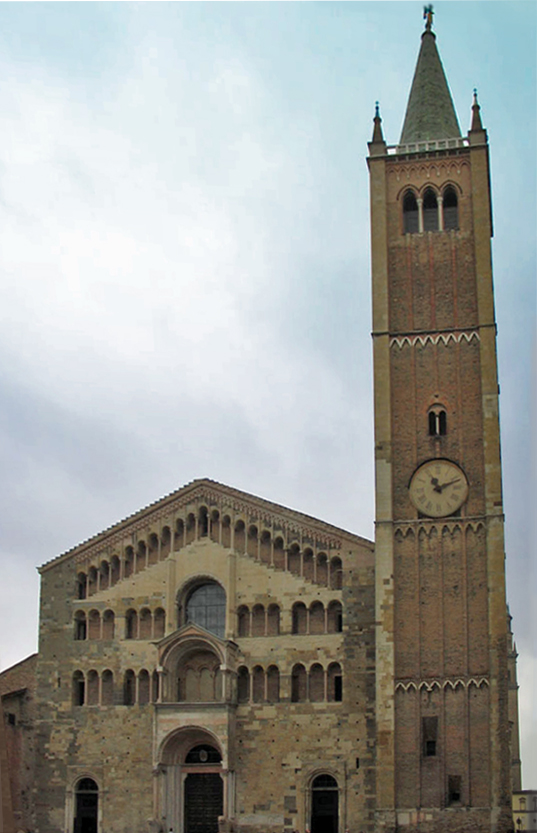
Fachada con el campanile
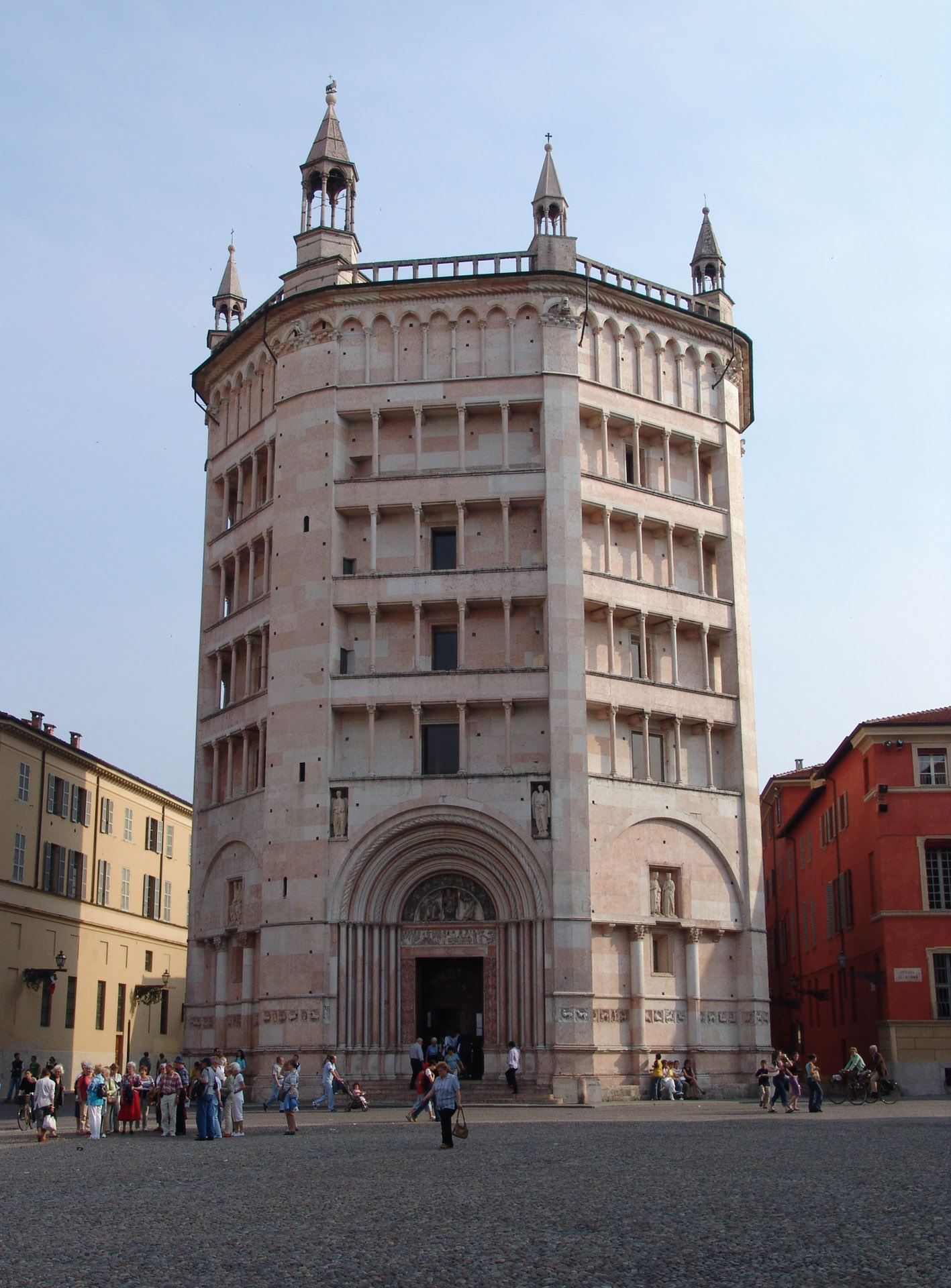
Baptisterio de Parma
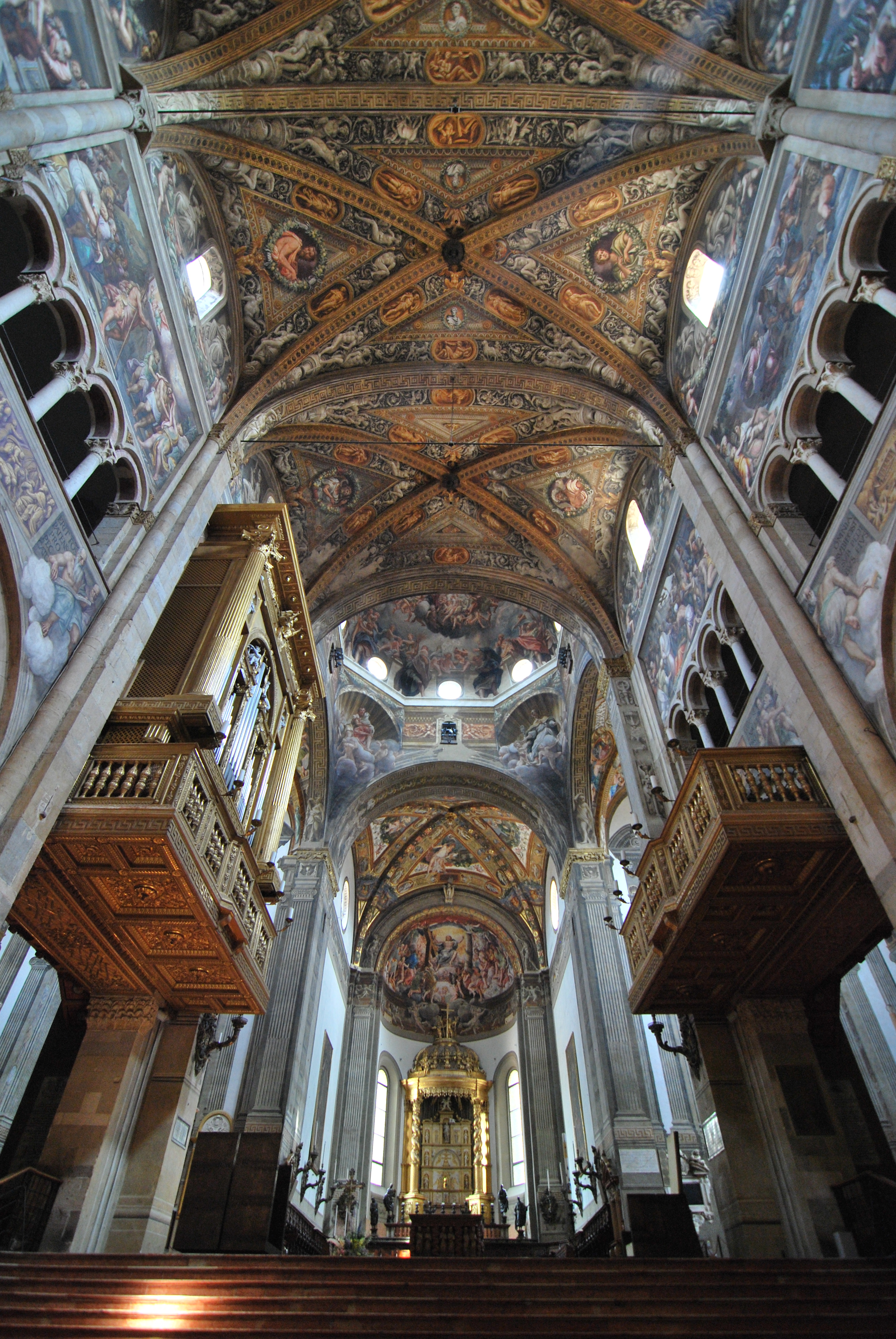
Bóveda de la nave principal, cúpula y coro
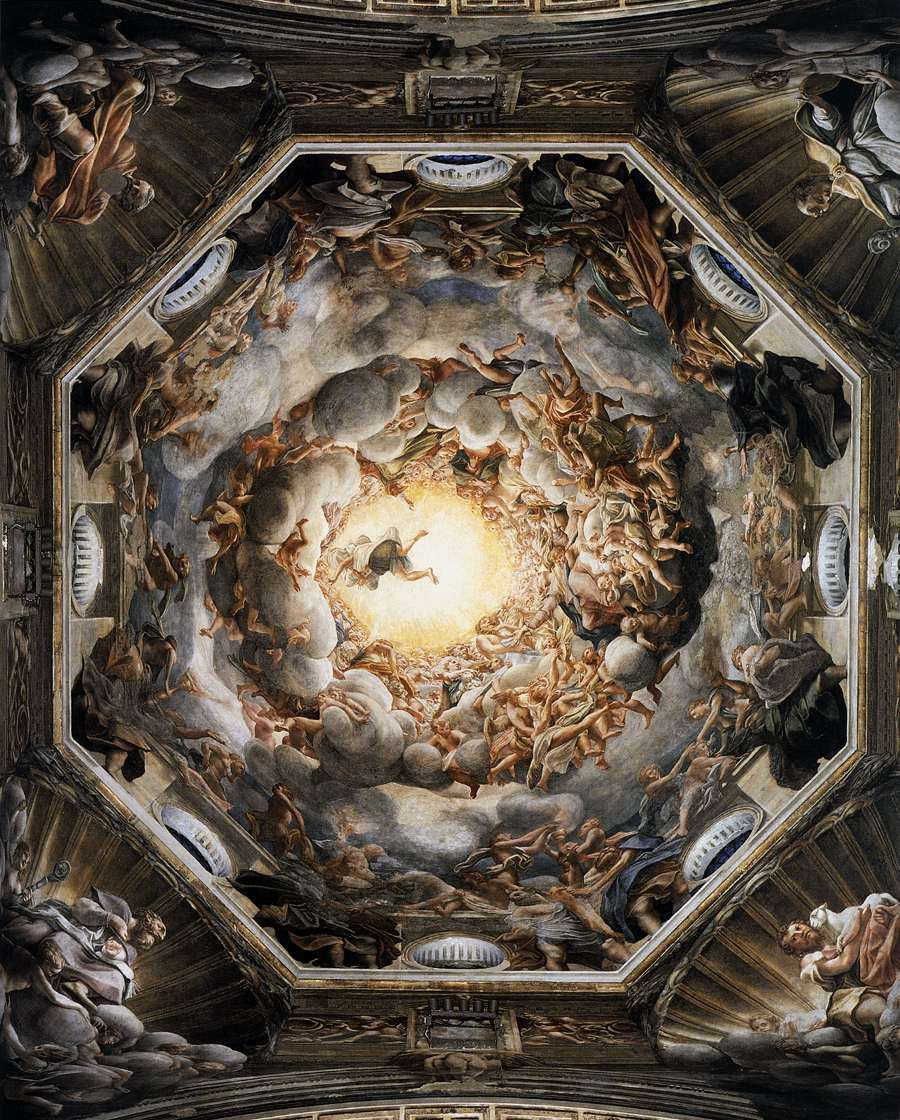
Frescos de la cúpula, de Correggio

## Dimensiones
Se recogen a continuación, con fines comparativos, las dimensiones de las principales iglesias románicas de la región.
| Imagen | Edificio | Construcción          | Longitud exterior                   | Longitud interior | Anchura fachada               | Altura exterior fachada       | Altura campanario                        |
|        | Catedral de Parma                                                                                               | 1059-1178             | 81,7 (excluido el pórtico avanzado) | 78,5              | 28,0                          | 29,0                          | 64,0                                     |
|        | Catedral de Módena · ( Patrimonio de la Humanidad (parte de «Cattedrale, Torre Civica e Piazza Grande») (1997)) | 1099-1389             | 66,9                                | 63,1              | 24,7                          | 22,3 (con los pináculos 29,6) | 86,12 (incluida elevación del siglo XIV) |
|        | Catedral de Piacenza                                                                                            | 1122-1233             | 85,0                                |                   | 32,0                          | 32,0                          | 71,0                                     |
|        | Catedral de Fidenza                                                                                             | 1117-inic. siglo XIII | 50,5                                | 47,0              | 26,6 (incluidas las torres)   | —                             | —                                        |
|        | Catedral de Ferrara                                                                                             | siglo XII-XV          | 118                                 | —                 | 40,8                          | 17,0                          | 45,0                                     |
|        | Abadía de Nonantola                                                                                             | 1010-siglo XIII       | 45,4                                | 52,0              | 25,1                          | —                             | —                                        |
|        | Abadía de Pomposa, en Codigoro (provincia de Ferrara)                                                           | ?-1026                | 44,0 (con atrio y ábside)           | 42                | 18,35                         | 14,1                          | 48,5                                     |
|        | Abadía de San Mercuriale, en Forlì                                                                              | 1178-1232             | 32,5 (original) (46,2, actual)      | —                 | 15,4 (excluido el campanario) | 12,85                         | 75,58                                    |